# Alois Jaroněk

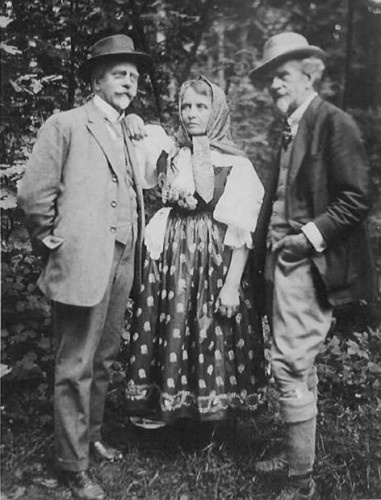
Sourozenci Jaroňkové - Alois (1870-1944), Julie (1864-1945) a Bohumír (1866-1933)

Alois Jaroněk (16. června 1870 Zlín – 31. října 1944 Rožnov pod Radhoštěm) byl moravský výtvarník, spoluzakladatel umělecké dílny v Rožnově pod Radhoštěm. Byl rovněž jedním ze zakladatelů Valašského muzea v přírodě.

## Život
Alois Jaroněk se narodil 16. června 1870 ve Zlíně. Jeho otec František Jaroněk byl barvířem a matka pocházela z rodiny výrobce varhan. Výrazný vliv na něj měl jeho strýc, který pracoval jako a pozlacovač a malíř chrámových obrazů. Později se rodina přestěhovala do Valašského Meziříčí, kde absolvoval Státní odbornou školu pro zpracování dřeva. Pak pracoval pro různé truhlářské, řezbářské a keramické dílny. V letech 1901-1905 byl výtvarníkem v keramické továrně firmy bratři Schützů v Olomučanech u Blanska. V roce 1909 založili se starším bratrem Bohumírem umělecko-řemeslnou keramickou a gobelínovou dílnu v Rožnově pod Radhoštěm. Alois Jaroněk se zde zabýval malbou na porcelán. Tvorba dílen bratří Jaroňků byla v secesním stylu s motivy lidových valašských prvků.
V roce 1911 bratři založili také Valašský muzejní a národopisný spolek, který se snažil o založení Valašského muzea v přírodě. K tomu došlo v roce 1925.

## Spisy
- Zánik Stolu upřímnosti, Rožnov p. Radhoštěm : vlastní náklad, 1932[2]

## Galerie

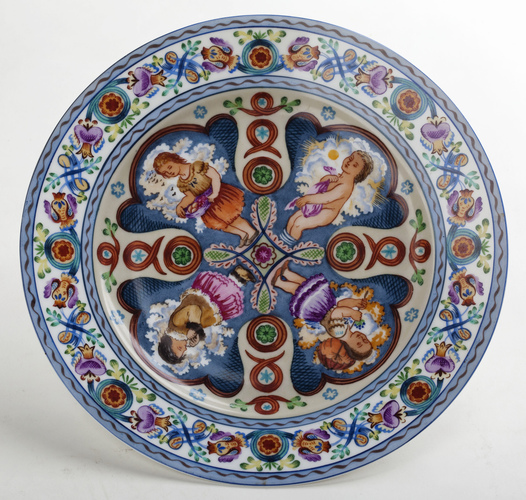
dekorativní talíř
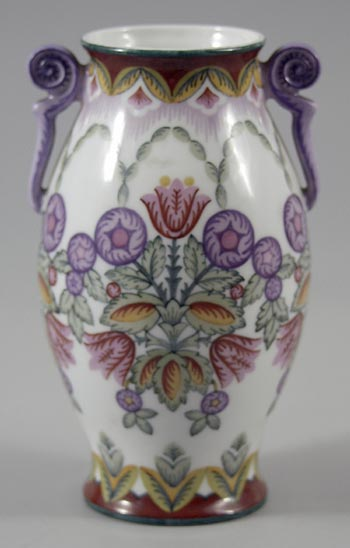
malovaná váza
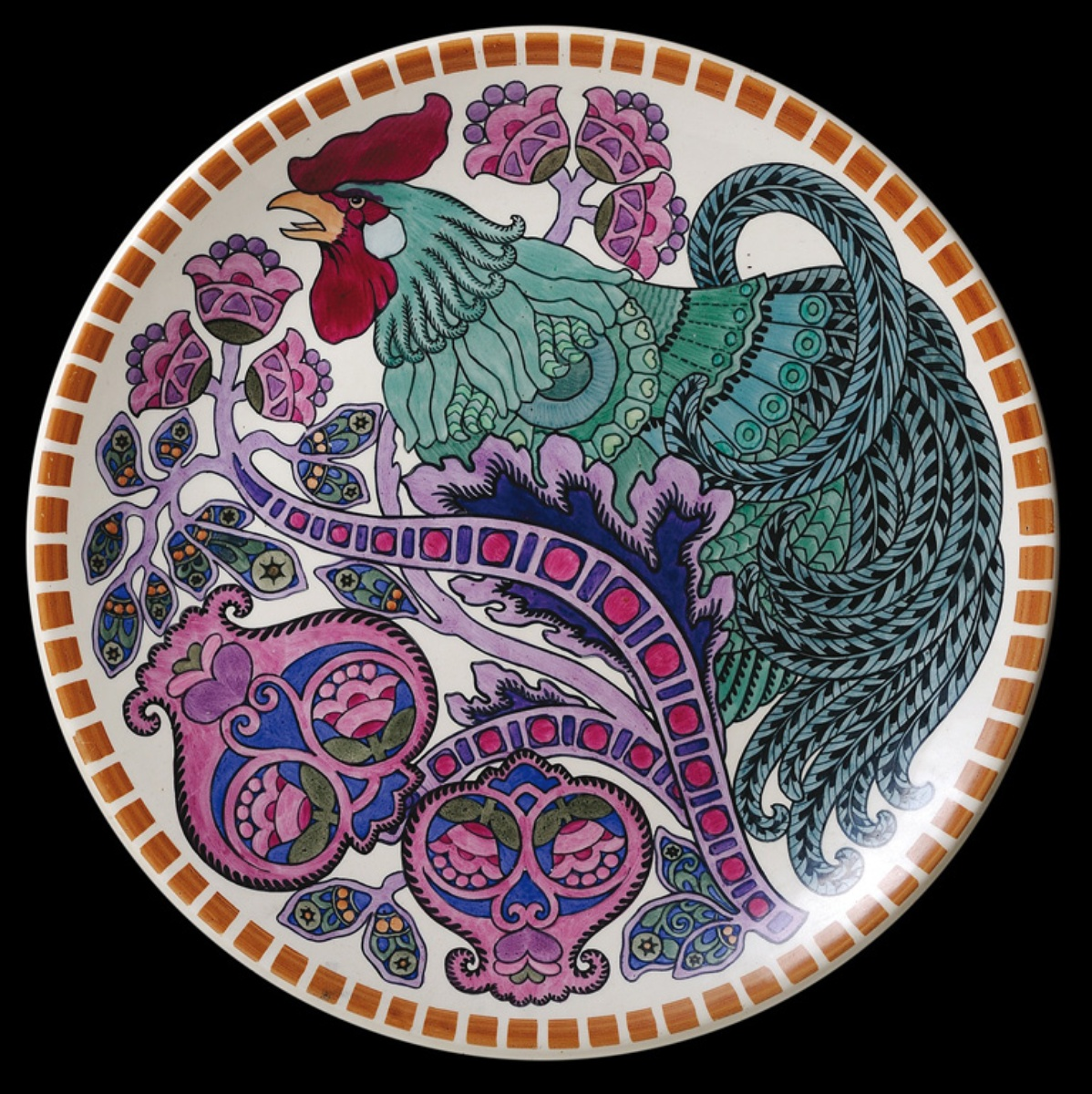
talíř s motivem kohouta
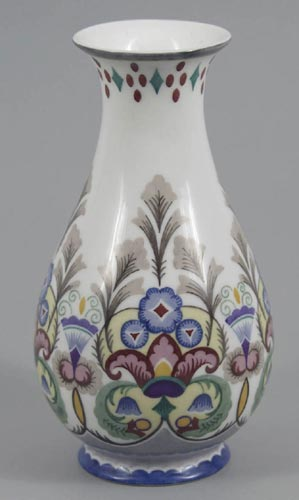
váza
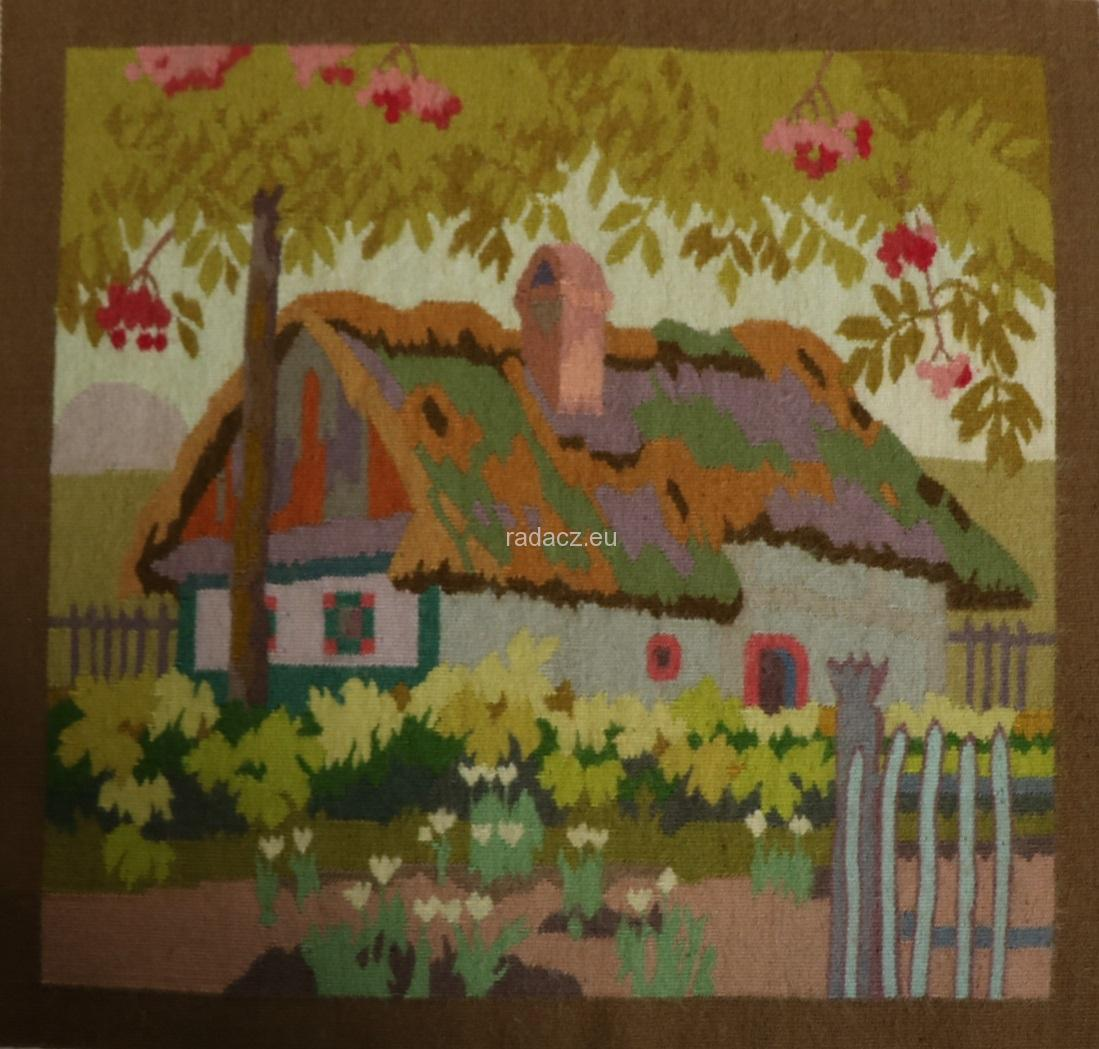
Chalupa se zahradou (gobelín, vlna)